# إدوارد دوغلاس وايت
إدوارد دوغلاس وايت، الابن (بالإنجليزية: Edward Douglass White)‏ (3 نوفمبر 1845 - 19 مايو 1921) كان سياسي وقاضي أمريكي وهو عضو مجلس الشيوخ الأمريكيوتاسع رئيس للمحكمة العليا في الولايات المتحدة بين عامي 1910-1921. عرف بصياغته معيار حكم العقل في قانون مكافحة الاحتكار.
ولد وايت في أبرشية لافورش في لويزيانا، وزاول المحاماة في نيو أورلينز بعد تخرّجه من جامعة لويزيانا. وهو ابن إدوارد دوغلاس وايت الأب، الحاكم العاشر لولاية لويزيانا وعضو الكونغرس من حزب الويغ. قاتل وايت الابن مع الكونفدرالية خلال الحرب الأهلية، وتم القبض عليه في عام 1865. فاز وايت بعد الحرب بانتخابات لمجلس شيوخ ولاية لويزيانا وخدم في محكمة لويزيانا العليا. كان وايت عضوا في الحزب الديمقراطي ومثل لويزيانا في مجلس الشيوخ الأمريكي من عام 1891 إلى 1894.
في عام 1894، عينه الرئيس غروفر كليفلاند قاضيا مشاركا في المحكمة العليا للولايات المتحدة. ثم رقاه الرئيس ويليام هوارد تافت إلى منصب رئيس القضاة في عام 1910. فاجأ هذا التعيين العديد من المعاصرين، حيث كان تافت عضوا في الحزب الجمهوري. شغل وايت منصب رئيس القضاة حتى وفاته في عام 1921، ثم خلفه تافت في المنصب.
كان وايت بشكل عام عضوًا محافظًا في المحكمة. وانحاز إلى أغلبية المحكمة العليا في قضية بليسي ضد فيرغسون التي أيدت شرعية الفصل العرقي في المرافق العامة داخل الولايات مقابل تحقيق مبدأ "منفصلون لكن متساوون"، رغم أن التعديل الرابع عشر للدستور حمى المساواة في المعاملة بموجب القانون. وكتب قرار المحكمة بالإجماع في قضية غوين ضد الولايات المتحدة، والتي ألغت العديد من قرارات الولايات الجنوبية التي هدفت لإقصاء الناخبين السود مع انقلاب القرن. كما كتب قرار المحكمة في مشروع قانون التجنيد الانتقائي الذي أيد دستورية التجنيد الإجباري.

## روابط خارجية
- إدوارد دوغلاس وايت على موقع الموسوعة البريطانية (الإنجليزية)
- إدوارد دوغلاس وايت على موقع إن إن دي بي (الإنجليزية)